# Palmach-Tzuva
Palmach-Tzuva (פלמ"ח צובה) est un kibboutz créé en 1948.

## Histoire
Le Kibboutz a été construit à côté d'un village historique, un site archéologique, appelé "Tel Tzuba" construit à l'époque du roi David (Bible).
En 1170 les croisés durant la Deuxième croisade construisent une forteresse sur la colline. Il sert à protéger le Royaume de Jérusalem dirigé par le roi Amaury Ier de Jérusalem. En 1191, les troupes de Saladin s'emparent de la forteresse, après le Siège de Jérusalem (1187).